# واين تيرنر (كرة سلة)
واين تيرنر (بالإنجليزية: Wayne Turner)‏ مواليد 22 مارس 1976 في بوسطن، هو لاعب كرة سلة أمريكي سابق. بدأ مسيرته الاحترافية في سنة 1999. حمل الرقم 5. يبلغ طوله 6 قدم 2 بوصة (1.9 م). اعتزل اللعب في 2008.

## المسيرة الاحترافية
لعب مع بوسطن سيلتكس في سنة 1999، ثم لعب مع هارلم غلوبتروترز في سنة 2000، ثم لعب مع تاونسفيل كروكودايلز في الدوري الأسترالي في موسم 2002–2003، ثم لعب مع سبيرو شارلوروا في موسم 2005–2006، ثم لعب مع نيو زيلاند بريكرز في الدوري الأسترالي في موسم 2007–2008.

## روابط خارجية
- واين تيرنر على موقع إن بي أي (الإنجليزية)
- واين تيرنر على موقع سبورتس رفرنس (الإنجليزية)
- واين تيرنر على موقع كرة السلة الأوروبية.كوم (الإنجليزية)
- واين تيرنر على موقع كلية كرة السلة في سبورتس رفرنس.كوم (الإنجليزية)
- واين تيرنر على موقع ريلجم (الإنجليزية)
- واين تيرنر على موقع بروبوليرز (الإنجليزية)